# Benedykt Henryk Tyszkiewicz
Benedykt Henryk Tyszkiewicz herbu Leliwa (ur. 11 grudnia  1852 Niemież, zm. 13 maja 1935 w Mentonie, Francja) – polski fotograf, ziemianin, hrabia, papieski szambelan odznaczony przez niego Krzyżem Wielkim Orderu Piusa IX. Członek honorowy zakładu św. Kazimierza w Paryżu.

## Dzieciństwo
Syn Michała Tyszkiewicza (zm. 1854) i Marii Wandy z Tyszkiewiczów (zm. 1860). Po przedwczesnej śmierci rodziców (obydwoje zmarli na gruźlicę) od 8 roku życia wychowywany przez Benedykta Tyszkiewicza, dziadka ze strony matki, mecenasa i kolekcjonera, właściciela Czerwonego Dworu, marszałka guberni kowieńskiej.

## Pasje sportowe

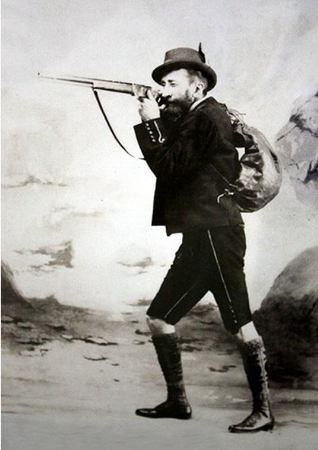
Benedykt Tyszkiewicz, autoportret ze strzelbą

Wyrazem sportowych zainteresowań hrabiego Tyszkiewicza stały się we wczesnych latach jego życia podróże po Sekwanie na statku należącym do dziadka Benedykta, a także wyprawa do Stanów Zjednoczonych, gdzie w Bostonie nawiązał kontakty z rodziną bogatych właścicieli statków morskich Peabodi. Benedykt rozwinął wówczas nie tylko pasje żeglarskie, ale i zawarł (w 1874 r.) małżeństwo z przedstawicielką tejże rodziny, młodziutką Elżbietą-Klarą Bankroft.
W 1875 r. paryski architekt marynistyczny Żak Augustyn Normand zaprojektował na koszt hrabiego „jacht jego marzeń” (o długości 42,2 metra i szerokości 7,2 metra), który na cześć należących do Benedykta majątków na Litwie oraz Żmudzi nazwany został „Żemajtej”. Hrabia planował odbyć na swoim nagrodzonym na światowej wystawie w Paryżu (w 1878 r.) jachcie podróż dookoła świata. Z powodu wybuchu wojny rosyjsko-tureckiej dopłynął jednak jedynie do Gibraltaru i Algierii. Do 1881 roku hrabia figurował w gronie członków Komitetu Regaty Nicejskiej.
W czasie swoich pobytów na Litwie pozostawał mecenasem polskich organizacji sportu, a także przyczynił się do powstania towarzystwa gimnastycznego Sokół.

## Fotografia
Tyszkiewicz zadebiutował w 1876 r. na wystawie w Filadelfii, gdzie zaprezentował reportaż z podróży do Algierii. W Polsce swoje prace zaprezentował w 1894 r. Na jego dorobek składają się zdjęcia z podróży zagranicznych oraz prace powstałe w atelier, głównie portrety. Jego twórczość cieszyła się międzynarodowym uznaniem, czego wyrazem było zdobycie w 1899 roku złotego medalu na wystawie w Berlinie. Był członkiem paryskiego Photo-Clubu. Pracownia artysty i większość dorobku uległy zniszczeniu podczas I wojny światowej.
Ocalałe zdjęcia znajdują się w posiadaniu Musée Nicéphore Niepce w Chalon-sur-Saône we Francji i doczekały się swojej wystawy na Litwie w 1999 roku.

## Kolekcjonerstwo
Benedykt Tyszkiewicz, tak jak inni przedstawiciele swojej rodziny, w tym dziad Benedykt, pozostawał kolekcjonerem oraz mecenasem sztuki. Kolekcja Tyszkiewiczów z Czerwonego Dworu, którego właścicielem był Tyszkiewicz, była jednym z najbogatszych na Litwie archiwów rodzinnych. Liczyło ono 20 000 dokumentów, 12 000 listów, przeszło 10 000 tomów książek. Do tego na kolekcję w zamku Czerwony Dwór pod Kownem składała się bogata galeria obrazów malarzy polskich i obcych Canaletto, Bacciarelli, Czechowicz, Wańkowicz, Rustem, zbiór pasów słuckich (zniszczony w Powstaniu Warszawskim), gobelinów i makat. Benedykt Henryk Tyszkiewicz zasłynął również jako nabywca obrazu Stefan Batory pod Pskowem Jana Matejki za 60 000 franków, który zdobił jedną z sal w rezydencji w Czerwonym Dworze.
Benedykt Tyszkiewicz był człowiekiem niezwykle majętnym, czego wyrazem były nie tylko liczne podróże, ale także urządzenie rezydencji w miejscowości Wiało (Wiała) koło Iwieńca w powiecie mińskim. Zdobił ją nie tylko wspaniały ogród, ale także ogromny zwierzyniec i pawilony myśliwskie. Koszt ich utrzymania bardzo nadszarpnął stan finansów Benedykta Tyszkiewicza, który ostatecznie zdecydował się na ich likwidację.

## Rodzina
Benedykt Tyszkiewicz z krótkotrwałego (9-letniego) małżeństwa z Klarą Bancroft (zm. 1883 w Chur w Szwajcarii) miał trójkę dzieci: spadkobiercę Czerwonego Dworu Benedykta Jana, ożenionego z Różą z Branickich, Edwarda, ożenionego z Adelą Dembowską oraz Elżbietę Marię, żonę Stanisława Witolda Plater Zyberk.

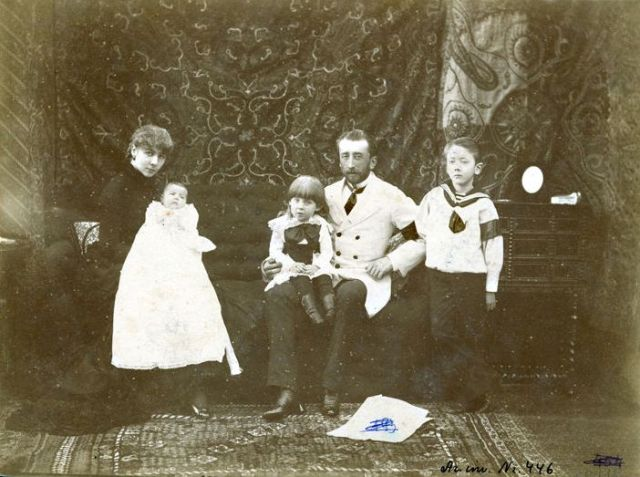
Benedykt z rodziną
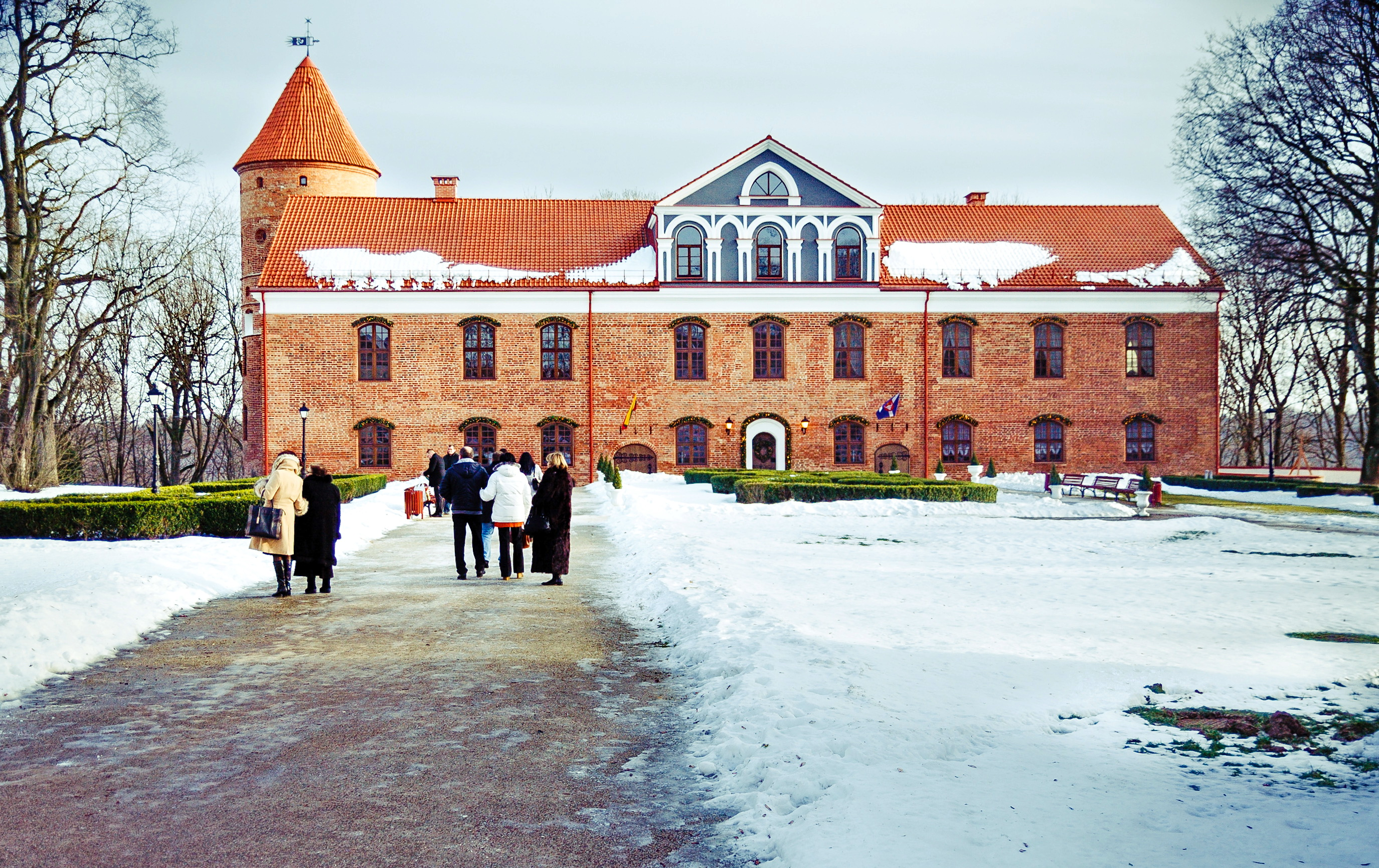
Pałac Czerwony Dwór (Raudań) koło Kowna
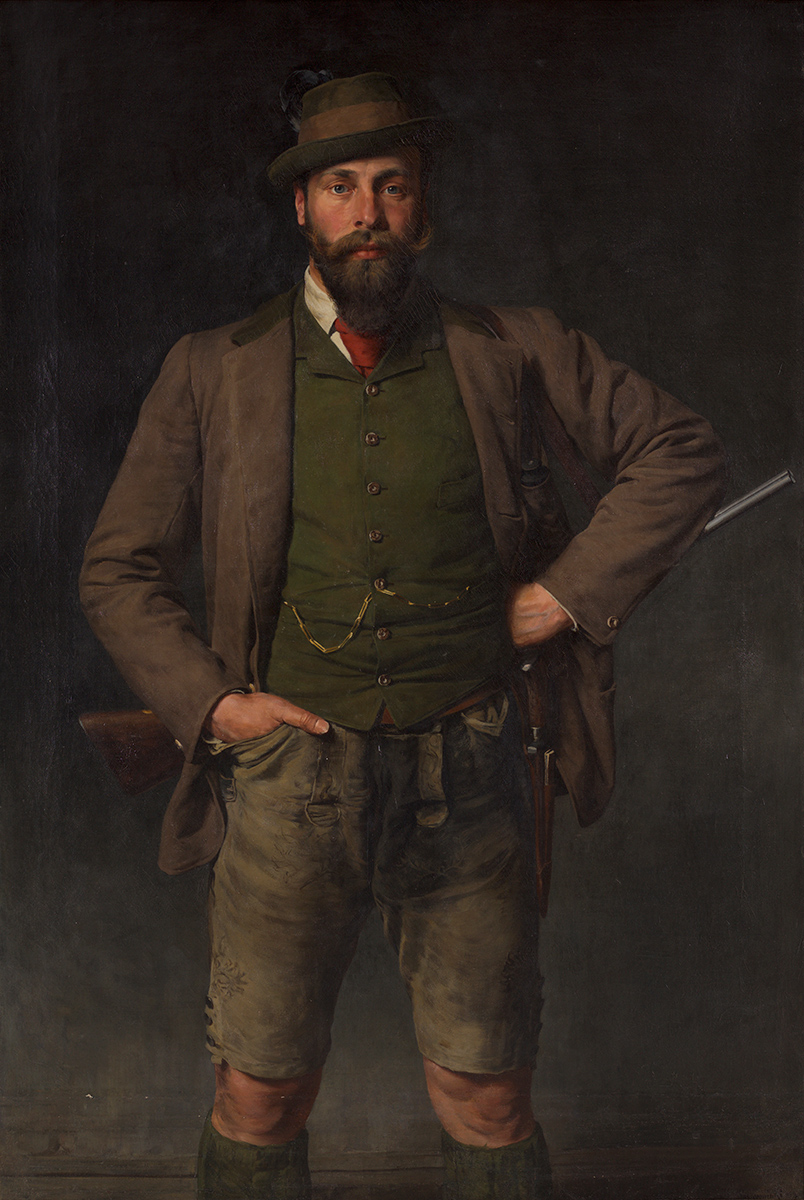
Portret Benedykta Tyszkiewicza z 1889, malował Kazimierz Pochwalski
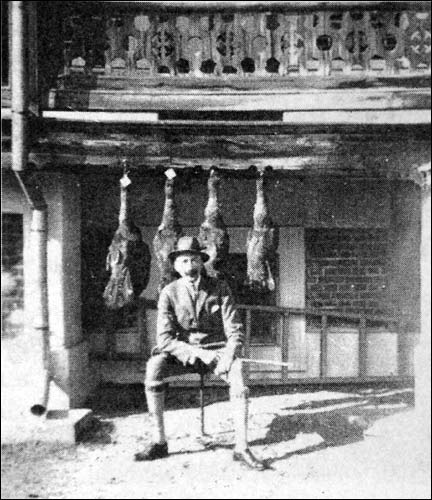
Benedykt Tyszkiewicz
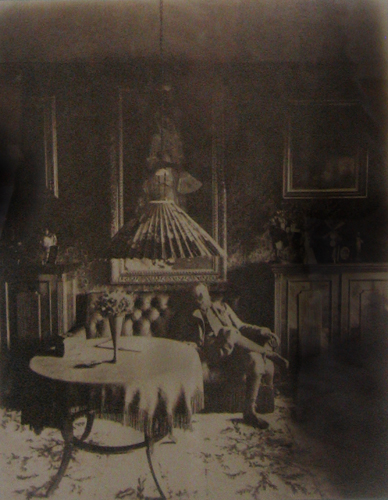
Benedykt Tyszkiewicz, lata 90. XIX wieku
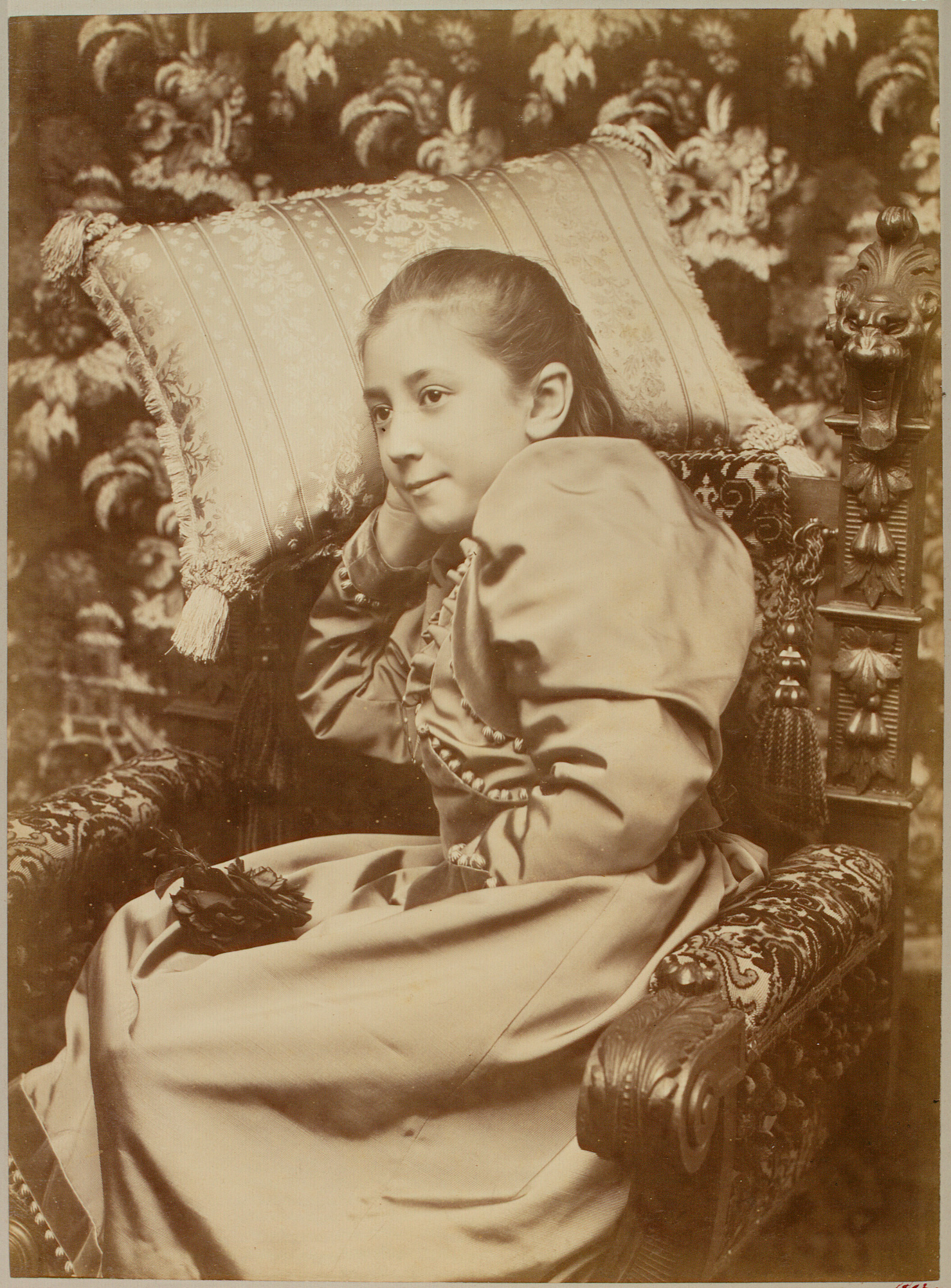
Portret Elżbiety Marii Tyszkiewicz autorstwa Benedykta Tyszkiewicza
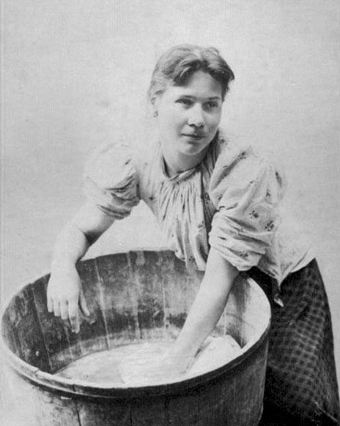
Portret kobiety autorstwa Benedykta Tyszkiewicza

## Literatura
- L. Narkowicz, Ordynacja Tyszkiewiczowska na Zatroczu, Warszawa 2007, s. 30, 87-88.
- A. Snitkuviene, Benedykt Henryk Tyszkiewicz (1852-1935) z Czerwonego Dworu – zapomniany fotograf, „Dagerotyp” 6 (1997).
- A. Snitkuviene, Wystawa Benedykta Henryka Tyszkiewicza i Johna Batho na Litwie, „Dagerotyp” 9 (2000).
- T. Zielińska, Poczet polskich rodów arystokratycznych, Warszawa 1997.
- Flea Market Treasure. Photography by Benedykt Tyshkevich
- Benedykt Tyszkiewicz (fotografiakolekcjonerska.pl). fotografiakolekcjonerska.pl. [zarchiwizowane z tego adresu (2011-07-10)].
- W. Chomański, Kowieńskie „Sokoły”, „Nasz Czas” 11/2005 (661)
- Słownik geograficzny Królestwa Polskiego i innych krajów słowiańskich, Tom XIII
- Zespół pałacowo-parkowy Tyszkiewiczów